# نورتون یوتیلیتیز
نورتون یوتیلیتی (انگلیسی: Norton Utilities) ابزاری نرم‌افزاری برای کمک به تحلیلِ، تنظیم، بهینه‌سازی و مدیریت یک رایانه است. نسخهٔ فعلی نورتون یوتیلیتی، ۱۶ است که برای اکس‌پی، ویستا، ۷ و ۸ است که در ۲۶ اکتبر ۲۰۱۲ منتشر شده است.